# Феодосій (Пайкуш)
Єпископ Васильківський Феодосій (у світі — Йосип Васильович Пайкуш; 4 грудня 1955, Нагуєвичі — 31 грудня 2012, Київ) — архієрей Української православної церкви Київського патріархату.
Єпископ Чернігівський та Ніжинський (2004–2006), єпископ Васильківський, вікарій Київської єпархії (2006–2012). Намісник Феодосіївського монастиря міста Києва.

## Біографія
З 1962 по 1972 — у сільській середній школі, після закінчення навчався у Стрийському сільськогосподарському технікумі (закінчив 1975). До 1977 служив у армії.
З 1977 року працював на заводі в місті Дрогобич, одночасно співаючи у хорі місцевої церкви Святої Трійці.
1990 року вступив на навчання до Київської духовної семінарії. Курс навчання завершив 1993 року в Тернопільській духовній семінарії.
17 лютого 1991 року архієпископом Тернопільським і Бучацьким Василієм (Боднарчуком) рукоположений на диякона, 14 квітня 1991 року — на священника. Звершував служіння у Зборівському деканаті, в тому числі на посаді благочинного (декана), збудував храм.
2002 — у клірі Сумської єпархії УПЦ КП, з 2003 — у клірі Чернігівської єпархії УПЦ КП.
4 квітня 2003 року єпископом Чернігівським і Ніжинським Михаїлом (Зінкевичем) пострижений у чернецтво з нареченням імені Феодосій — на честь святителя Феодосія, архієпископа Чернігівського.
14 жовтня 2003 року зведений у сан ігумена, 16 травня 2004 — в сан архімандрита.

### Архієрейське служіння
Згідно з рішенням Священного синоду 28 липня 2004 року, у Володимирському соборі Києва рукоположений на єпископа Чернігівського і Ніжинського. 
У зв’язку із захворюванням був звільнений від керівництва єпархією та 15 листопада 2006 р. призначений вікарієм Київської єпархії, єпископом Васильківським. 5 березня 2007 р. звільнений за штат із проживанням у Феодосіївському монастирі м. Києва.
13 травня 2011 року знову призначений єпископом Васильківським, вікарієм Київської єпархії, а 20 липня 2011 — намісником Феодосіївського монастиря.
Через застуду й інфаркт упокоївся 31 грудня 2012 року у Феодосіївському монастирі.

### Нагороди
За заслуги відзначений Святійшим Патріархом Філаретом:
- орден Христа Спасителя,
- орден рівноапостольного князя Володимира (ІІ ступеня)
- орден Архістратига Михаїла.

1. ↑  Помер єпископ Васильківський УПЦ КП».